# Neuropeltis acuminata
Neuropeltis acuminata là một loài thực vật có hoa trong họ Bìm bìm. Loài này được (P. Beauv.) Benth. mô tả khoa học đầu tiên năm 1849.